# Erythroxylum pacificum
Erythroxylum pacificum är en tvåhjärtbladig växtart som beskrevs av D.R. Simpson. Erythroxylum pacificum ingår i släktet Erythroxylum och familjen Erythroxylaceae. Inga underarter finns listade i Catalogue of Life.